# Lord Vicar
Lord Vicar ist eine finnische Doom-Metal-Band aus Turku, die 2007 gegründet wurde.

## Geschichte
Lord Vicar wurde von dem Gitarristen Kimi Kärki aka „Peter Vicar“ gegründet, nachdem sich 2007 seine Band Reverend Bizarre aufgelöst hatte. Die Besetzung wurde durch den Sänger Chritus, den Bassisten Jim Hunter und den Schlagzeuger Gareth Millstedt ergänzt. Als erstes erschien 2008 die EP The Demon of Freedom über I Hate Records, die in London, Stockholm, North Carolina und Turku aufgenommen worden war. Im selben Jahr sowie in den Jahren 2011 und 2016 erschienen die Alben Fear No Pain, Signs of Osiris und Gates of Flesh. Während dieser Zeit hielt die Gruppe zahlreiche Auftritte ab und war unter anderem 2009 auf dem Doom Shall Rise, 2010 auf dem dritten und 2012 dem sechsten Hammer of Doom, 2012 auf dem Roadburn Festival, 2016 auf dem Tuska Open Air Metal Festival zu sehen.

## Stil
Auf der Facebook-Seite der Band werden Black Sabbath, Led Zeppelin, The Who, Saint Vitus, Trouble, Pentagram, Witchfinder General und The Obsessed als Einflüsse angegeben. Sebastian Schilling vom Rock Hard ordnete die Band dem Doom Metal zu und fühlte sich beim Hören von Gates of Flesh an Reverend Bizarre erinnert. Auf dem Vorgänger seien nun noch fröhlichere Momente enthalten gewesen, wie es bei Black Sabbath und Uriah Heep der 1970er Jahre der Fall gewesen sei. Im Interview mit ihm gab Karki an, dass sowohl Reverend Bizarre als auch Lord Vicar Black Sabbath als Ursprünge haben. Zudem habe man versucht Einflüsse aus dem Classic Rock und dem Progressive Rock einzuarbeiten. Das zentrale Thema von Gates of Flesh sei die Sexualität, vor allem Lust. Die Songs würden meist von ihm als Demos aufgenommen werden, mit Vorschlägen für den Bass, Gesang und für die Texte, die an die Mitglieder geschickt werden würden. Das Schlagzeugspiel werde von Gareth Millsted geschrieben. Das finale Arrangement und das Abmischen werde von allen Mitgliedern gemeinsam übernommen. Eine Ausgabe zuvor hatte Boris Kaiser Gates of Flesh rezensiert. Er bezeichnete die Musik als Doom Metal mit unauffälligem Songwriting. Auffallend in den Liedern sei der mittlerweile hohe Psychedelic-Rock-Anteil, der vor allem in den ruhigeren Passagen hervortrete. Die Musik sei für Leute geeignet, die Candlemass für zu kommerziell hielten.

## Diskografie
- 2008: The Demon of Freedom (EP, I Hate Records)
- 2008: Fear No Pain (Album, The Church Within Records)
- 2011: Lord Vicar / Griftegård (Split mit Griftegård, Ván Records)
- 2011: Lord Vicar / Funeral Circle (Split mit Funeral Circle, Eyes Like Snow Records)
- 2011: Signs of Osiris (Album, The Church Within Records)
- 2012: Lord Vicar / Revelation (Split mit Revelation, The Church Within Records)
- 2016: Gates of Flesh (Album, The Church Within Records)
- 2019: The Black Powder (Album, The Church Within Records)